# روبرت ماراس
روبرت ماراس (بالألمانية: Robert Maras)‏ هو لاعب كرة سلة ألماني.

## الميداليات
| الميدالية | المسابقة                         |
| --------- | -------------------------------- |
| برونزية   | بطولة كأس العالم لكرة السلة 2002 |

## روابط خارجية
- روبرت ماراس على موقع الاتحاد الدولي لكرة السلة (الإنجليزية)
- روبرت ماراس على موقع الدوري الإسباني لكرة السلة (الإسبانية)
- روبرت ماراس على موقع كرة السلة الأوروبية.كوم (الإنجليزية)
- روبرت ماراس على موقع ريلجم (الإنجليزية)
- روبرت ماراس على موقع بروبوليرز (الإنجليزية)
- روبرت ماراس على موقع سبورتس رفرنس (الإنجليزية)